# Jimthompsonita
La jimthompsonita és un mineral de la classe dels silicats. Rep el seu nom del mineralogista i petròleg James (Jim) B. Thompson, jr., (1921-2011), professor emèrit de la Universitat Harvard, als Estats Units.

## Característiques
La jimthompsonita és un inosilicat de fórmula química (Mg,Fe)₅Si₆O16(OH)₂. Cristal·litza en el sistema ortoròmbic.
Segons la classificació de Nickel-Strunz, la jimthompsonita pertany a «09.DF - Inosilicats amb 2 cadenes múltiples periòdiques» juntament amb els següents minerals: chesterita, clinojimthompsonita, ierxovita, paraierxovita, tvedalita, bavenita i bigcreekita.

## Formació i jaciments
Va ser descoberta l'any 1977 a la pedrera Carlton, a Chester, al comtat de Windsor (Vermont, Estats Units), on sol trobar-se associada a altres minerals com: talc, magnetita, cummingtonita, clinoclor, chesterita, antofil·lita i actinolita. També ha estat descrita a Achmelvich (Escòcia), a les valls de Verzasca i Maggia (Suïssa), al mont Hayachine (Japó), a Montescheno (Itàlia), al cinturó supracortical d'Isua (Groenlàndia) i a Orijärvi (Finlàndia).